# Andrei Dăescu
Andrei Dăescu (* 28. August 1988) ist ein ehemaliger rumänischer Tennisspieler.

## Karriere
Andrei Dăescu spielte hauptsächlich auf der ATP Challenger Tour und der ITF Future Tour. Er konnte acht Doppelsiege auf der ITF Future Tour feiern. Auf der ATP Challenger Tour gewann er 2012 mit seinem Partner Florin Mergea den Doppelwettbewerb in Oberstaufen. Im Juli 2012 durchbrach er erstmals die Top 150 der Weltrangliste im Doppel und seine höchste Platzierung war der 126. Rang im Oktober 2012. Im selben Jahr spielte er einmal für die rumänische Davis-Cup-Mannschaft. In seinem einzigen Einsatz verlor er. 2013 spielte er sein letztes Turnier.

## Erfolge
| Legende (Anzahl der Siege)  |
| Grand Slam                  |
| ATP World Tour Finals       |
| ATP World Tour Masters 1000 |
| ATP World Tour 500          |
| ATP World Tour 250          |
| ATP Challenger Tour (1)     |

### Doppel

#### Turniersiege
| Nr. | Datum         | Turnier     | Belag | Partner       | Finalgegner                  | Ergebnis   |
| --- | ------------- | ----------- | ----- | ------------- | ---------------------------- | ---------- |
| 9.  | 29. Juli 2012 | Oberstaufen | Sand  | Florin Mergea | Andrei Kusnezow Jose Statham | 7:64, 7:61 |